# Waterloo (Illinois)
Waterloo és una població dels Estats Units a l'estat d'Illinois. Segons el cens del 2000 tenia 7.614 habitants.

## Demografia
Segons el cens del 2000, Waterloo tenia 7.614 habitants, 2.912 habitatges, i 2.076 famílies. La densitat de població era de 527,8 habitants/km².
Dels 2.912 habitatges en un 37,2% hi vivien nens de menys de 18 anys, en un 58,3% hi vivien parelles casades, en un 9,9% dones solteres, i en un 28,7% no eren unitats familiars. En el 25,5% dels habitatges hi vivien persones soles el 12,2% de les quals corresponia a persones de 65 anys o més que vivien soles. El nombre mitjà de persones vivint en cada habitatge era de 2,53 i el nombre mitjà de persones que vivien en cada família era de 3,05.
Per edats la població es repartia de la següent manera: un 26,1% tenia menys de 18 anys, un 8,1% entre 18 i 24, un 30,4% entre 25 i 44, un 19,3% de 45 a 60 i un 16% 65 anys o més.
L'edat mediana era de 36 anys. Per cada 100 dones de 18 o més anys hi havia 84,9 homes.
La renda mediana per habitatge era de 46.938 $ i la renda mediana per família de 57.894 $. Els homes tenien una renda mediana de 40.892 $ mentre que les dones 24.685 $. La renda per capita de la població era de 21.081 $. Aproximadament el 2,1% de les famílies i el 3,8% de la població estaven per davall del llindar de pobresa.

## Poblacions més properes
El següent diagrama mostra les poblacions més properes.